# C/2001 Q4 (NEAT)
 C/2001 Q4 (NEAT) – kometa jednopojawieniowa, którą odkryto w 2001 roku.

## Odkrycie komety
Kometa ta została odkryta w programie NEAT w dniu 24 sierpnia 2001 roku.

## Orbita komety
C/2001 Q4 (NEAT) porusza się po orbicie w kształcie hiperboli o mimośrodzie 1,00069. Jest to obiekt jednopojawieniowy, pochodzący spoza Układu Słonecznego – po zbliżeniu się do Słońca nigdy więcej już do niej nie powróci. Przez peryhelium kometa przeszła 15 maja 2004 roku w odległości 0,96 j.a. od Słońca.

## Właściwości fizyczne

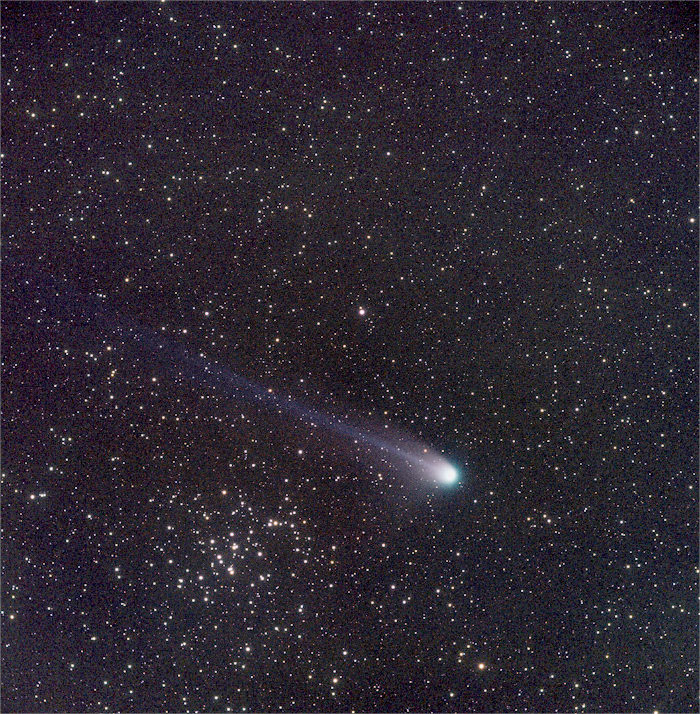
Kometa C/2001 Q4 (NEAT) w pobliżu gromady gwiazd Messier 44

Kometa ta nie była nadzwyczajnie aktywna. Osiągnęła swą największą jasność obserwowaną 7,2m, przechodząc w połowie maja 2004 przez swoje peryhelium. Jej warkocz nie rozwinął się do widowiskowych rozmiarów, gdyż kometa nie zbliżyła się bardzo do Słońca, a lód, gazy i pył z jądra nie zdążyły się uwolnić w większej ilości.